# Fontguenand
Fontguenand är en kommun i departementet Indre i regionen Centre-Val de Loire i de centrala delarna av Frankrike. Kommunen ligger i kantonen Valençay som tillhör arrondissementet Châteauroux. År 2022 hade Fontguenand 252 invånare.

## Befolkningsutveckling
Antalet invånare i kommunen Fontguenand
Referens:INSEE